# Župna crkva sv. Leopolda Mandića u Orehovici
Župna crkva sv. Leopolda Mandića (sv. Ladislava) Orehovica sagrađena je 1853. godine, a smještena na maloj uzvisini, iznad ceste koja iz Brestovca Orehovičkog vodi prema Zadravcu. U neposrednoj blizini je kurija župnog dvora, a nešto niže je zgrada stare pučke škole. Okruženje pripada podbrežju Strugače, a izmjenjuju se oranice i površine pod šumarcima. Nešto sjevernije od današnje crkve bila je zidana kapela posvećena Sv. Ladislavu ugarskom kralju. Župa je u Orehovici osnovana 1789. god. kada je bila posvećena sv. Ladislavu, a od 1983. posvećena je Svetom Leopoldu Mandiću.

## Arhitektura
Crkva je jednobrodna longitudinalna građevina s užim svetištem. Njezin prostrani brod podijeljen je na tri pravokutna traveja. Srednji svod je širi od druga dva.  Brod je svođen pruskim svodovima. Svetište je odvojeno širokim triumfalnim zidom. Svetište je osvjetljeno prozorima. Lijevo od svetišta je sakristija svođena bačvastim svodom. Pjevalište se nalazi nad ulazom u crkvu i počiva na tri luka. Iznad ulaza podignut je toranj zaključen piramidalnom kapom.

## Unutrašnje uređenje
Crkveni namještaj i kipovi pripadaju krapinskom kiparu druge polovice 19. stoljeća Jakovu Bizjaku.

## Slikovno uređenje
Oltarna slika Bezgriješnog začeća na lijevom pobočnom oltaru najstarija je slika iz sredine 18. stoljeća, a tada slijede slika sv. Ladislava iz 19. stoljeća slikara Ignaza Schonbrunnera i slika sv. Margarete Alacoque iz 20. stoljeća hrvatske slikarice Jelke Wolkensperg Struppi.

## Vanjske poveznice
Službene stranice Općine Bedekovčina